# Сифилис носа
Сифилис носа (лат. lues nasi) је заразно обољење из групе полно преносивих болести, које може да настане у раној конгениталној, касној конгениталној и стеченој форми сифилиса.

## Узрок настанка
Узрочник болести је бактерија Трепонема палидум (лат. Treponema pallidum). Болест најчешће настаје код деце мајки оболелих од сифилиса. Ризик од инфекције фетуса мајке оболеле од сифилиса, је у раној фази болести око 75-95%, и смањује се на око 35% ако је болест присутна у телу мајке више од 2 године.

## Клиничка слика
Рани конгенитални облик се карактерише пурулентном, односно гнојавом секрецијом, фисурама (пукотинама) и крастама. Касни облик условаљава деформитет пирамиде носа, а постоје и остали карактеристични знаци сифилиса. Примарни и секундарни облик су ретки у носу. Примарни се виђа само код деце у подручјима ендемског сифилиса. У терцијарном стадијуму настају „гумозне“ промене на периосталном делу носне пирамиде, са каснијом перфорацијом (расцепом) и деформацијом коштаног дела пирамиде (седласт нос). Поред тога, симптоми су и запушеност носа и мукозна секреција. Могу да се јаве и увећања субмаксиларне (подвиличне) или преаурикуларне жлезде. Уколико се дијагноза не постави на време и не отпочне са одговарајућим лечењем, може да дође до стенозе вестибулума носа, атрофичног ринитиса, перфорације септума (расцепа носне преграде) и до деформација спољних делова носа.

## Дијагноза
Поставља се на основу анамнезе, клиничке слике, специфичних серолошки анализа и биопсијом.

## Лечење
Лечење се спроводи, антибиотицима, првенствено пеницилином (уколико болесник није алергичан на овај лек). Трајни деформитети носа хируршки се реконструишу (риносептопласика).

## Занимљивост
Владимир Мајаковски је у песми „Свакако“ описао и сифилис носа. Наиме, песма почиње стиховима: „Улица се провалила као нос сифилитика...“